# Neferkahor
Neferkahor, auch Nefer-ka-Hor, war ein altägyptischer König (Pharao) der 8. Dynastie (Erste Zwischenzeit). Sein Name wird so in der Königsliste im Tempel Sethos I. in Abydos (Nr. 50) genannt. Weiter kennt man ein Rollsiegel mit seinem Namen.